# 呂運弘
呂運弘（1891年9月1日—1973年2月3日）是韩国的独立運動家，教育者和政治家。号勤农（근농）。独立運動家和政治家呂運亨的弟弟。

## 生平
呂運弘於吕鼎铉和李氏夫人的5男3女中五男生，兄3命的夭折，生於四兄呂運亨，姊妹各一和被为成年时的生存。 
1909年汉城中央中学敎，1910年儆新学校毕业。1913年美国留学，1918年普林斯顿大学中退后中国行。1919年韩国臨時議政院議員，1921年上海仁成学敎敎长。 
1922年到1925年普成转文学校英文学教授，1927年到1929年Singger缝纫机公司主任，1940年到1945年洋食堂'百合苑'的运营。1950年-1954年韩国国会议员，1960年到1961年韩国参议員。

## 外部連結
- 呂運弘:韩国国會[永久]